# Блис (Њујорк)
Блис (енгл. Bliss) насељено је место без административног статуса у америчкој савезној држави Њујорк.

## Демографија
По попису из 2010. године број становника је 527.
| Група             | 2000.    | 2010.       |
| Белци             | 0 (0,0%) | 516 (97,9%) |
| Афроамериканци    | 0 (0,0%) | 8 (1,5%)    |
| Азијати           | 0 (0,0%) | 1 (0,2%)    |
| Хиспаноамериканци | 0 (0,0%) | 6 (1,1%)    |
| Укупно            | 0        | 527         |